# جون دونل سميث
جون دونل سميث (بالإنجليزية: John Donnell Smith)‏ هو عالم تصنيف ‏ وعالم نبات وأحيائي أمريكي، ولد في 5 يونيو 1829 في بالتيمور في الولايات المتحدة، وتوفي بنفس المكان في 2 ديسمبر 1928.